# BELTA (ブランド)
BELTA（ベルタ）は、株式会社ベルタの運営する女性向けライフステージD2Cブランド。

## 概要
「ライフステージをあなたと育む」というコンセプトのもと、女性のライフステージに沿った悩みにアプローチする商品・サービスを展開。
商品の企画開発、専門家相談サービス、イベントの実施などを行っている。

## 沿革
・2013年　　 ブランド立ち上げ
・2013年2月  ベルタ酵素ドリンク・サプリの一般販売解禁
・2013年11月ベルタ葉酸サプリの販売開始
・2014年5月  ベルタプエラリアの販売開始
・2014年9月  ベルタマザークリームの販売開始
・2015年1月  ベルタ育毛剤（ヘアーローション）の販売開始
・2018年2月  ベルタこうじ生酵素の販売開始（2023年ベルタスリムトリプルへりニューアル）
・2018年4月  ベルタルイボスティーの販売開始
・2018年5月  ベルタシャンプー・トリートメントの販売開始
・2019年4月  ベルタ葉酸マカプラスの販売開始（2022年ベルタプレリズムへリニューアル）
・2020年8月  ベルタベビーローションの販売開始
・2020年12月ベルタスカルプシャンプーの販売開始
・2021年1月  ベルタママリズムの販売開始
・2021年3月  ベルタベビーソープの販売開始
・2022年9月  ベルタ温活シルク腹巻の販売開始
・2023年4月  ベルタマタニティショーツ販売開始
・2023年4月  ベルタ本薬湯販売開始
・2023年6月  ベルタ骨盤ベルトの販売開始
・2023年7月  ベルタスリムトリプルの販売開始

## 商品・サービス
女性のライフステージにおける悩みに対応できるようD2C事業や保険事業を展開している。
- 商品

プレコンセプションケア・マタニティケア・産後/育児中ケア・ベビーケア・更年期ケア・トータルサポートケアの領域において20の商品を企画・販売している。
▼商品ラインナップ
【プレコンセプションケア】
・ベルタプレリズム
【マタニティケア】
・ベルタ葉酸サプリ
・ベルタルイボスティー
・ベルタマザークリーム
・ベルタマタニティショーツ
【産後・育児ケア】
・ベルタベビーローション
・ベルタベビーソープ
・ベルタベビー日焼け止めシートUV
・ベルタ離乳食サービス
【更年期ケア】
・ベルタきざみ本薬湯
【トータルヘアケア】
・ベルタスカルプシャンプー
・ベルタヘアローション
・ベルタヘアカラートリートメント
【トータルボディケア】
・ベルタこうじ生酵素
・ベルタ酵素ドリンク
・ベルタプエラリア
【トータルインナーケア】
・ベルタ温活シルク腹巻
- 専門家相談サービス

薬剤師や胚培養士、助産師や保育士などの専門家が顧客の相談に対応する窓口がある。
- イベント開催

ライフステージにおける悩みに対応した各種イベントを定期的に開催。身体の悩みや子育て、お金、キャリアのこどなど様々な領域で専門家が登壇している。
- 保険サービス

ライフステージ変化の中でお金の悩みを抱える女性に向けた保険の相談サービス（ベルタ保険相談）を展開。

## 受賞履歴
・ベルタ酵素ドリンク
　モンドセレクション2014年銀賞、2015年銀賞、2016年銀賞、2017年銀賞、2018年銀賞、2018年銀賞、2019年銀賞、2021年銅賞
・ベルタプエラリア
　モンドセレクション2015年金賞、2016年金賞、2017年金賞、2018年金賞
・ベルタマザークリーム
　モンドセレクション2017年銀賞、2018年銀賞、2019年金賞
・ベルタヘアローション
　モンドセレクション2016年金賞、2017年金賞、2018年金賞、2019年金賞、2021年最高金賞
・ベルタスカルプシャンプー
　モンドセレクション2019年金賞
・ベルタベビーローション
　モンドセレクション2021年金賞、2022年金賞
・ベルタベビーソープ
　モンドセレクション2022年銀賞
・ベルタ葉酸サプリ
　モンドセレクション2015年金賞、2016年銀賞、2017年銀賞、2018年銀賞、2018年銀賞、2019年銀賞、2020年銀賞、2021年銀賞、2022年銀賞
　マザーズセレクション大賞2019
　C Channelママタスアワード 2019マタニティ部門グランプリ
　ウーマンリサーチ201920代ママが選ぶサポートが充実している会社No.1
   ウーマンリサーチ2020先輩ママが選ぶ葉酸サプリリピート率No.1